# Fist of Zen
Fist of Zen è un gioco a premi televisivo, prodotto e trasmesso da MTV a partire dal 2007. È l'adattamento di un segmento del programma giapponese Gaki no tsukai ya arahende!!

## Formula
Il programma è composto da un gruppo di 5 persone (di solito ragazzi britannici tra i 20 e i 30 anni, talvolta anche ragazze), sotto la supervisione di un uomo giapponese, chiamato il Maestro Zen, interpretato dall'attore Peter Law, e doppiato nella versione originale da Silas Hawkins, che assegna loro dei rituali che devono compiere per raggiungere la presunta illuminazione Zen.
La prova si compone di nove "rituali Zen", ciascuno dei quali presenta la vittima, che deve superare una prova con una qualche forma di dolore o fastidio, e che deve obbligatoriamente essere completata in silenzio, e, talvolta, in un determinato periodo di tempo.
Di ogni rituale viene prima presentato il nome, che più o meno descrive l'operazione da eseguire, e quante volte e/o in quale periodo di tempo.
I partecipanti appaiono poi seduti ad un tavolo. Ognuno di essi deve quindi inserire la propria mano in una scatola di cartone messa al centro del tavolo, contenente quattro palle rosse e una nera, ed estrarre una palla contenuta all'interno. Colui che prende la palla nera deve eseguire il rituale. In una stagione le palle sono state sostituite con dei ventagli,  su cui quattro era disegnato un pugno, e su uno una mano con un dito puntato sul concorrente.
Dopo il completamento di ogni rituale, il Maestro Zen, che è monitora i partecipanti attraverso la cosiddetta fontana di Lin Ui, appare e commenta le prestazioni dei partecipanti, li elogia per il loro successo o li condanna per l'insuccesso, spesso con commenti crudeli, confrontandoli a bambini o chiamandoli "cretini". Ogni rituale superato accumula 100 sterline inglesi nel cosiddetto "piatto".
Dopo che aver completato tutti i nove i rituali, gli "occidentali" sono chiamati ad affrontare la prova finale, la cosiddetta La tirata del collo del serpente per un minuto. In questa prova finale, devono completare un compito, mentre i loro peni (i cosiddetti "serpenti") vengono tirati (presumibilmente dal Maestro Zen) con una stringa che è stata legata loro. In almeno un'occasione, una ragazza faceva parte del gruppo degli "occidentali", così nella sfida finale due stringhe le sono state legate ai capezzoli, e tirate.
La prova da compiere, che varia da puntata in puntata, può essere uno di questi:
- Usando le bacchette, ognuno di loro deve spostare un uovo da dentro una ciotola in una tazzina. In questa prova, i concorrenti che riescono nella pratica possono aiutare gli altri.
- Vengono dati loro dei caschi speciali con un imbuto e una palla appesa ad una corda, e muovendo la testa devono riuscire a far entrare la palla dentro l'imbuto.
- Mantenendo un cucchiaio in bocca, devono passare un limone al compagno accanto a loro, al fine di inserirlo in una ciotola.
- Viene data loro una fascia con un arnese simile a una canna da pesca, con cui devono acchiappare delle paperelle di gomma in una vasca riempita d'acqua, utilizzando il movimento della testa.

Se riescono nella sfida finale, vincono tutti i soldi accumulati, mentre se falliscono, perdono tutto.

## Frasi di illuminazione Zen
Dopo circa ogni tre riti, i ragazzi chiedono la consulenza del Maestro Zen. A quel punto, il maestro Zen dà profondi consigli sul raggiungimento dell'illuminazione, il quale si tratta in realtà di frasi prive di senso e del tutto casuali; quindi i partecipanti lo ringraziano per le sue parole.